# Shadowtime
Shadowtime (Tiempo de sombra) es la primera ópera del compositor Brian Ferneyhough, con libreto en inglés de Charles Bernstein.  Fue compuesta en 1999-2004 y se estrenó el 25 de mayo de 2004 en el Prinzregententheater de Múnich.  La ciudad de Múnich encargó la composición y el libreto en 1999 para la Bienal de Múnich.  
Es una ópera poco representada en la actualidad; en las estadísticas de Operabase aparece con solo una representación en el período 2005-2010, siendo la primera y única de Brian Ferneyhough.

## Estructura
Tiene siete escenas (Bernstein 2008):
1. New Angels/Transient Failure
2. Les Froissements d'ailes de Gabriel
3. Doctrine of Similarity
4. Opus contra naturam: A Shadow Play for Speaking Pianist
5. Pools of Darkness
6. Seven Tableaux Vivants Representing the Angel of History as Melancholia
7. Stelae for Failed Time

El compositor considera Opus contra naturam, una escena con texto del propio compositor e interpretado por una figura de tipo Liberace, como la pieza central de la ópera (Whittall 2003, 27).

## Argumento
La ópera empieza con el suicidio/muerte del filósofo Walter Benjamin y trata de diversos aspectos de sus escritos y filosofía dese el punto de vista de su descenso al inframundo (Bernstein 2008).